# Ґраб (Плешевський повіт)
Ґраб (пол. Grab) — село в Польщі, у гміні Чермін Плешевського повіту Великопольського воєводства.
Населення — 469 осіб (2011).
У 1975-1998 роках село належало до Каліського воєводства.

## Демографія
Демографічна структура станом на 31 березня 2011 року:
|          | Загалом | Допрацездатний вік | Працездатний вік | Постпрацездатний вік |
| -------- | ------- | ------------------ | ---------------- | -------------------- |
| Чоловіки | 254     | 57                 | 175              | 22                   |
| Жінки    | 215     | 42                 | 135              | 38                   |
| Разом    | 469     | 99                 | 310              | 60                   |